# Bom Princípio do Piauí
Bom Princípio do Piauí è un comune del Brasile nello Stato del Piauí, parte della mesoregione del Norte Piauiense e della microregione del Litoral Piauiense.